# Copa Ciudad de La Serena 1990
La Copa Ciudad de La Serena 1990 corresponde al segundo torneo de la Copa Ciudad de La Serena realizada el Estadio La Portada de la ciudad nortina de La Serena, los días 30 y 31 de enero.
Junto con los equipos chilenos de Deportes La Serena y Unión Española compitieron los suizos Saint Gallen, que entre sus jugadores contaba con los chilenos Iván Zamorano, Hugo Rubio y Patricio Mardones y el equipo de Sion que también contaba con un jugador chileno: Lukas Tudor.
El campeón fue el equipo dueño de casa Deportes La Serena, dirigido por Luis Santibáñez.

## Datos de los equipos participantes
| Equipo             | Calidad                                                            |
| ------------------ | ------------------------------------------------------------------ |
| Deportes La Serena | Anfitrión y quinto de la Primera División de Chile 1989            |
| Unión Española     | Invitado y octavo en la Primera División de Chile 1989             |
| Sion               | Invitado y tercero en el Grupo A, Super Liga Suiza 1988-1989       |
| Saint Gallen       | Invitado y primero en Grupo Promocional Super Liga Suiza 1988-1989 |

### Modalidad
Jugado en días consecutivos bajo el sistema de eliminación directa en sólo dos jornadas. El título de campeón lo disputan los equipos ganadores de la primera jornada y los equipos perdedores compiten para determinar el tercer y cuarto lugar.

## Partidos

### Semifinales
| 30 de enero de 1990                                | Unión Española     | 1:1 | Saint Gallen          | Estadio La Portada, La Serena                            |                                                          |
|                                                    | Juan Gutiérrez 49' |     | Patricio Mardones 20' | Asistencia: 9.738 espectadores Árbitro(s): Iván Guerrero | Asistencia: 9.738 espectadores Árbitro(s): Iván Guerrero |
| En definición a penales ganó Unión Española 4 – 3. |                    |     |                       |                                                          |                                                          |

| 30 de enero de 1990 | Deportes La Serena                                                      | 3:1 | FC Sion               | Estadio La Portada, La Serena                           |                                                         |
|                     | Juan Carlos Letelier 2' · Leonel Contreras 8' · Juan Barraza 43' (pen.) |     | Luka Tudor 13' (pen.) | Asistencia: 9.738 espectadores Árbitro(s): Víctor Ojeda | Asistencia: 9.738 espectadores Árbitro(s): Víctor Ojeda |

### Tercer lugar
| 31 de enero de 1990 | Saint Gallen                                  | 4:0 | FC Sion | Estadio La Portada, La Serena                            |                                                          |
|                     | Iván Zamorano 30', 72' · Higi 45' · Pitsh 65' |     |         | Asistencia: 3.997 espectadores Árbitro(s): Iván Guerrero | Asistencia: 3.997 espectadores Árbitro(s): Iván Guerrero |

### Final
| 31 de enero de 1990 | Deportes La Serena | 1:0 | Unión Española | Estadio La Portada, La Serena                           |                                                         |
|                     | Mariano Puyol 23'  |     |                | Asistencia: 3.997 espectadores Árbitro(s): Víctor Ojeda | Asistencia: 3.997 espectadores Árbitro(s): Víctor Ojeda |

## Campeón
| Chile              |
| Deportes La Serena |